# Ньюсестаун
Ньюсестаун (англ. Newcestown; ирл. Baile Núis) — деревня в Ирландии, находится в графстве Корк (провинция Манстер).